# هانس-آدولف پروتسمان
هانس آدولف پروتسمان (به آلمانی: Hans-Adolf Prützmann) (زاده ۳۱ اوت ۱۹۰۱، مرگ ۲۱ می ۱۹۴۵) یک ژنرال آلمانی در دوره رایش سوم و رهبر کل نیروهای اس‌اس و پلیس در اوکراین تحت اشغال آلمان بود.